# Puerta del Arroyo

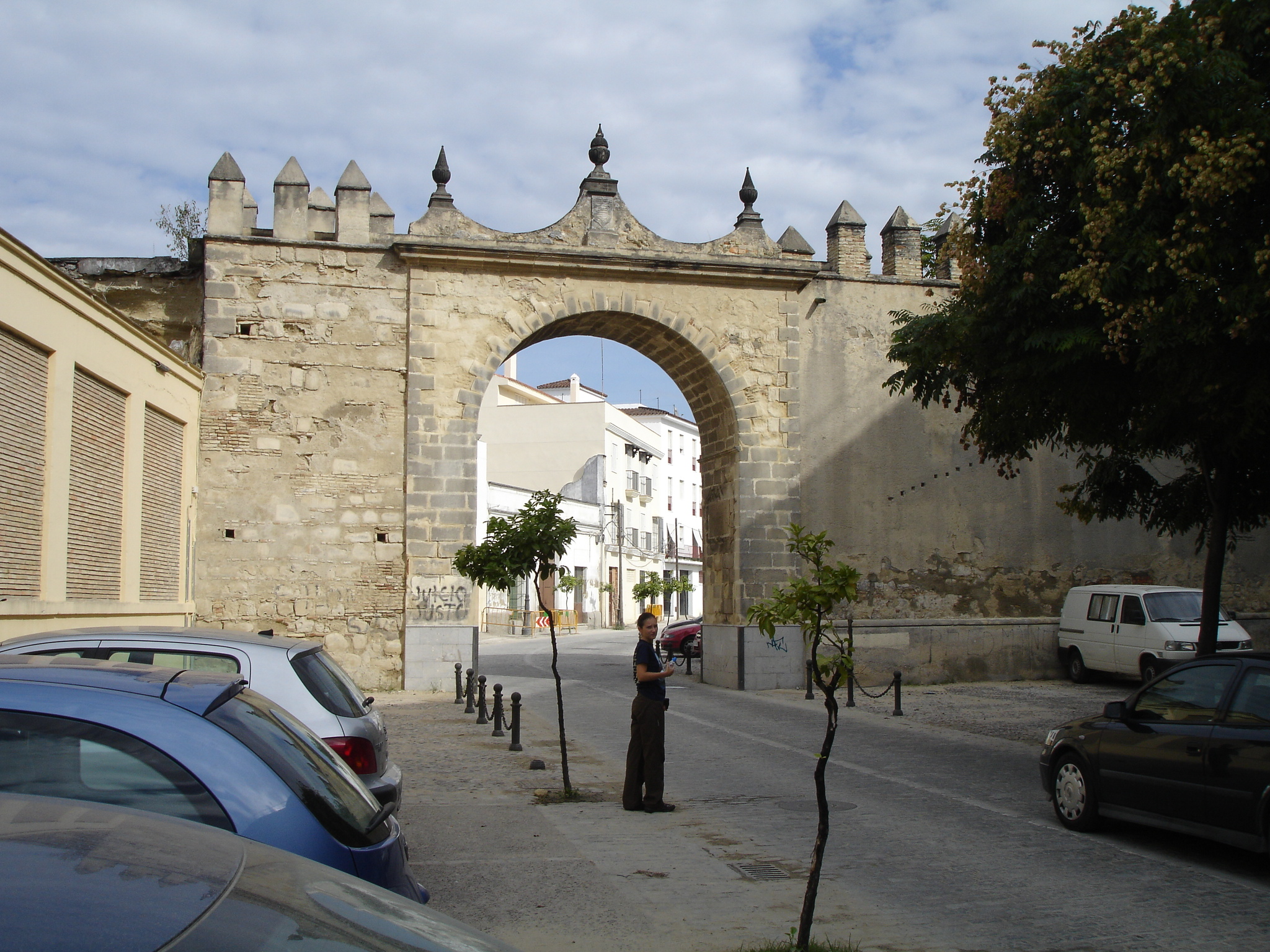
Puerta del Arroyo

La puerta del Arroyo o arco del Arroyo es parte de la muralla de la ciudad de Jerez de la Frontera, comunidad autónoma de Andalucía, España. Es uno de los postigos que se abrieron siglos después de la construcción de la muralla.

## Historia

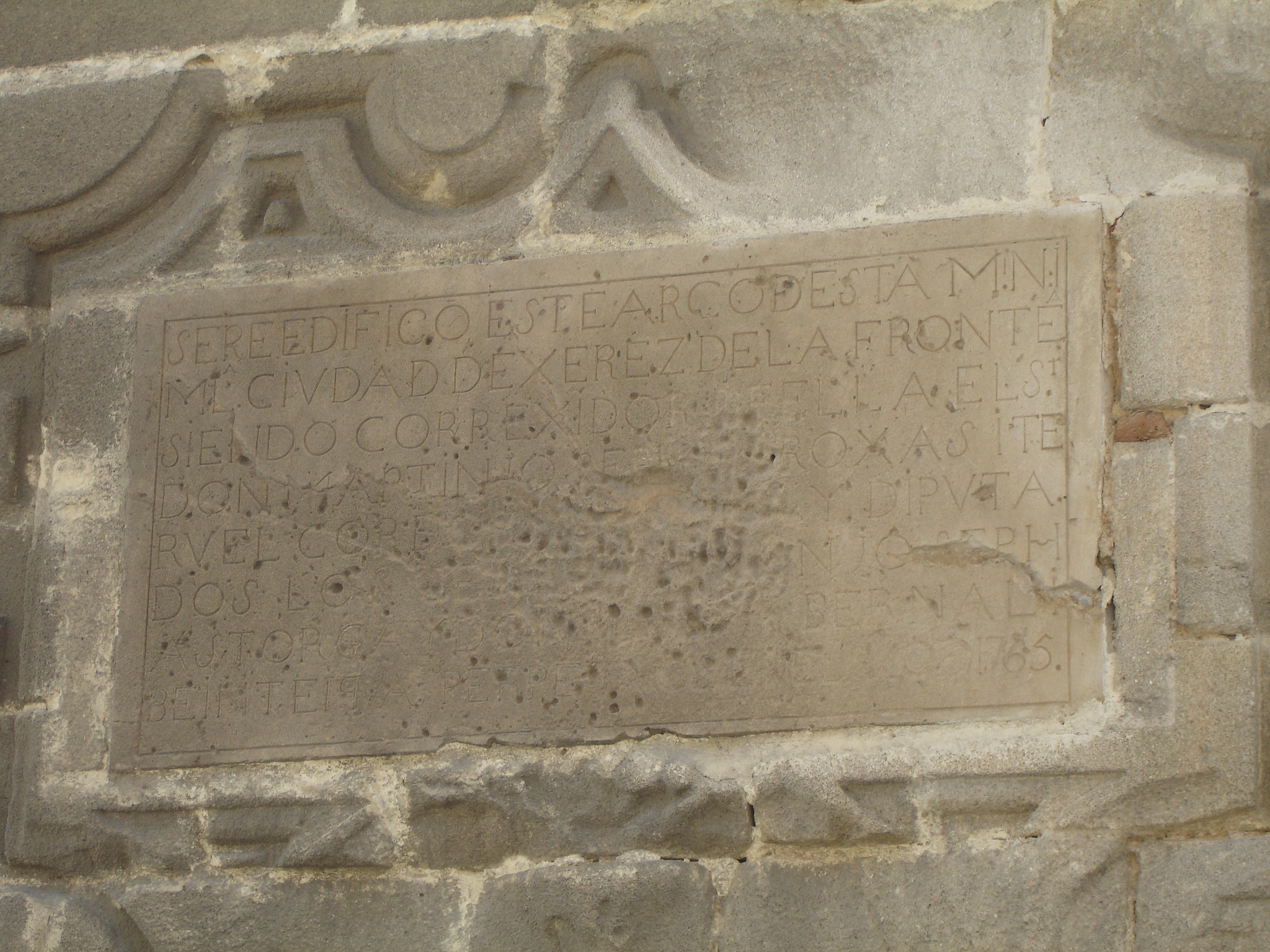
Placa

Conocida también como Puerta Nueva, la puerta fue construida en el año 1500 y remodelada posteriormente en 1588 y en 1763. Tras el derribo de la puerta de Rota en 1787, la puerta del Arroyo la sustituyó en importancia y concurrencia de personas.
Debe su nombre a que, en las inmediaciones de la plaza cercana, discurría un arroyo sucio e insalubre que atravesaba la muralla. En las ampliaciones de 1588, este arroyo queda completamente soterrado.

## Características
Junto a la puerta se encuentra la capilla de la Antigua. En el intradós hay colocadas dos lápidas, que datan de 1588 y 1765 respectivamente. En ellas se puede leer:

Xerez mandó cubrir el Arroyo de los
Curtidores y aderezó esta plaza
y puerta y acabó esta obra siendo
Corregidor don Fernando de Vera
alférez mayor de la ciudad de
Mérida y diputados don Rafael
López de Espínola veinticuatro
y Francisco Martínez de Cea jurado en
el año de 1588
Lápida de la puerta del Arroyo de 1588

y

Se reedificó este arco de esta muy noble y
muy leal ciudad de Xerez de la Frontera
siendo corregidor de ella el Sr.

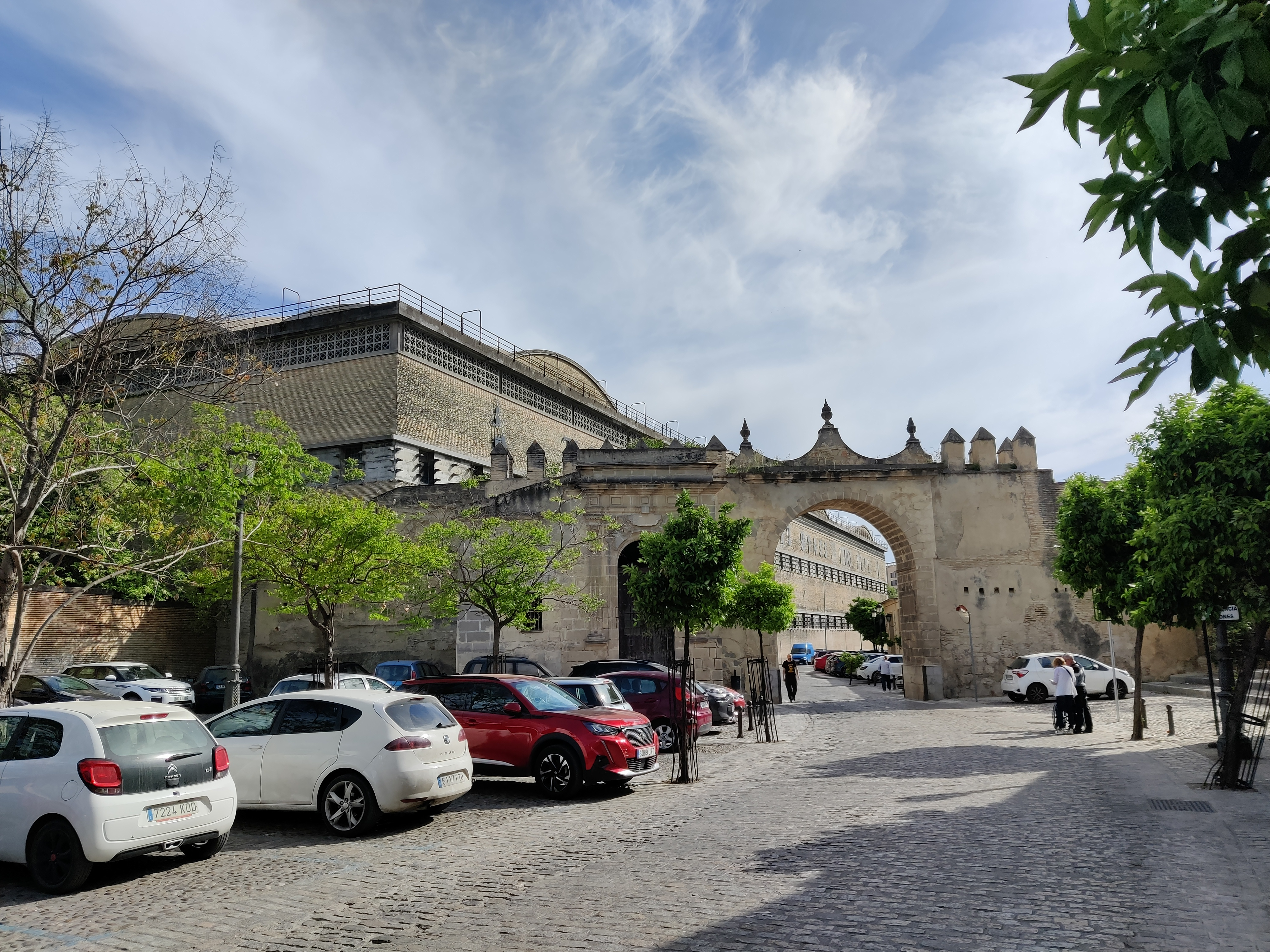
Puerta con puerta de capilla y bodega al fondo

Don Martín López de Roxas y Te
ruel, de Córdoba y Sepeda y diputa
dos los señores don Joseph
Astorga y don Joseph Bernal
veinticuatros perpetuos en el Año de 1765
Lápida de la puerta del Arroyo de 1765